# Bebo Moroni

Bebo Moroni, seudónimo de Umberto Moroni, (nacido en Roma en 1959) es un periodista y crítico musical italiano, uno de los escritores más creativo y prolífico de su país. Ha trabajado de profesor de arte y literatura italiana, conductor de programas radiofónicos, productor discográfico y realizador de programas de radio y de televisión.

## Actividad Periodística
Bebo Moroni empieza su profesión en el 1975, con solamente 16 años, colaborando con la revista Mukaz, dirigida por Gaime Pintor; desde el 1980 hasta el 1984 es redactor del magacín Roma Comune publicado por la Municipalità Capitolina.
En el 1981, la revista el AudioGiornale lo nombra redactor jefe y luego vicedirector. En este año, empieza su colaboración con las revistas “Suono” y “Stereoplay”. Del 1985 al 1992 es jefe de servicio y enviado especial por la revista Audio Review de la que llegará a ser muy pronto la mayor autoridad, dando un aporte fundamental a la revista con mayor éxito de la prensa especializada italiana. Gracias a su original estilo de escritura, Moroni llegará pronto a ser uno de los periodistas más apreciado de la prensa nacional. En 1985 empieza su colaboración con el periódico “Il Sole 24 Ore” escribiendo la sección cultural de la edición del domingo. En el 1988 el periódico “La Stampa” le encarga la redacción de la página relativa a la cultura.
En el 1987, el Stereophile, la revista estadounidense más difundida de música y reproducción audio de alta fidelidad, le da el encargo de corresponsal por el Sud Europa. En la misma temporada, colabora con las revistas inglesas de música y alta fidelidad Hi-Fi News & Record Review. Al empezar la Primera Guerra del Golfo, la redacción del el periódico semanal italiano “L’ Avvenire” le encarga de escribir unos artículos con respecto a la tecnología de los armamentos. En 1992 la “Conti Editore” de Bolonia, le dejó la dirección de dos periódicos de música y alta fidelidad, “Suono” y “Stereoplay”. En 1994 funda la “Ediciones Voltaire” que compró de la casa editora “Conti” unas cuantas revistas como Suono, Stereoplay, DAC, MP Microcomputers y L’Annuario del Suono. En la misma temporada, funda el magacín “Spirits” cuyo tema principal es el gozo que da el buen beber, y la revista “Epicuro” dedicada al buen vivir. Desgraciadamente, saldrán solamente los números experimentales, a causa de dificultades que tuvo la casa editora.
Lo eligen presidente del consejo de administración de la casa editora “Edizioni Voltaire” desempeñando el cargo hasta el 1997, año en el que se da de baja de todo los cargos de la editora “Voltaire”, excepto por el de redactor jefe del periódico mensual “Suono”.
En el 1999 llega a ser director de la revista literaria Officine Kappa.
En 1999 deja definitivamente el “Suono” y crea la revista en línea videohifi.com de la que sigue siendo director hoy en día.
Desde 2000 hasta el 2002 se encarga de escribir tres secciones mensuales en la revista “Digital Audio”, entre las que se destaca por su importancia la sección de crítica televisiva “Pollice d’Ascolto”. En 2001 empieza su colaboración con el periódico mensual “L’Ororlogio” (Editado por Argò) y colabora con la casa editora Edizioni Sallorenzo por las revistas Audrey y Gioielli.  En 2003 le nominan director de los dos periódicos hasta la venta de los mismos a una editora extranjera. Entre tanto, colabora con el mensual “Angeli”. De 2005 a 2010 es director editorial para la Blu Press; además ha sido el autor más importante y más eficaz para la redacción de las publicaciones “Fedeltà del Suono” y “Le Guide di Fedeltà del Suono”. En 2008 la RSI (Radio Televisión de la Suiza Italiana) le da la tarea de celebrar los 30 años del CD a través de un documental transmitido en varias redes cantonales.
A partir de septiembre de 2009, dirige la primera revista italiana totalmente en digital, The Absolute Audiophile (TAA), publicada en italiano, inglés y chino. Desde diciembre de 2011 es director editorial del portal Planet Gourmet. Hace falta mencionar también sus colaboraciones con diarios como L’Unità, Paese Sera, Liberazione, USA Today, y sus artículos han sido publicados en Inglaterra, EE. UU., Alemania, Olanda, Bélgica, Francia, Suiza, Dinamarca, Suecia, Finlandia, Rusia, Japón, China, Nueva Zelanda, Argentina, Uruguay y Brasil.

## Actividad literaria
Desde el 1976 hasta el 1978 colabora con Marco Lombardo Radice al proyecto de la novela “Porci con le ali”, en 1993 la Philips le encarga la redacción de la historia oficial de la marca Marantz, publicada en holandés, inglés, alemán, francés, sueco, japonés, chino e italiano.
En 1995 escribe la historia de la marca de juegos Marklin, editada en Italia y Alemania. En 1997, el pintor y dibujante Tanino Liberatore le encarga un cuento que ilustrara su volumen antológico de dibujos y pinturas eróticos. La casa editora Albin Michel publica ese cuento, titulado “Le domain de la chair”, primero en París y luego en el mundo entero. Entre el 1998 y el 2000 hace doce guiones de cómics por Tanino Liberatore recolectados en el volumen L’Echo de la Savane editado por Hachette/Filipacchi en París. En este mismo año publica doce cuentos en el mensual Officine Kappa. A partir de principio de 2012, el magacín francés “L’echo” y el italiano “Il Male” volverán a publicar los cómics de Moroni y Liberatore. 

## Actividad de radio y televisión
En el 1974 funda Radio Roll que cronológicamente es la cuarta estación radio emisora privada de Roma. En 1976 ha sido el locutor del programa de RadioDue “Fatti e Misfatti”. En 1978 Vittorio Zivelli, el mítico Discóbolo, le comisiona la conducción del programa “Spazio X” en Radio Dos, que conducirá hasta el 1981. En 1982 realiza el programa Soundtrack. En 1983 está a cargo de la dirección del espectáculo televisivo de Rai Tre “Questa sera parliamo di...” y en el mismo tiempo trabaja, siempre por la misma cadena, a la dirección del programa “Il Pollice”.
En 1986 se ocupa de la realización del programa “Tu mi senti” de la emisora RaiStereoUno, y siempre por la misma emisora presenta el programa Superstereouno. En el 1988 es uno de los fundadores, además de ser el director técnico y artístico, del primer network radiofónico nacional, Italia Radio. En el 2010 vuelve a su primer amor, la radio, presentando veinte episodios de un famoso programa italiano de la emisora Rai Internazionale, intitulado “Notturno Italiano”.

## Actividades de creación, dirección y producción artístico/musical
Moroni es uno de los componentes del grupo rock Luxembourg, fundado en el 1980. En este mismo año, el grupo gana el Festival Nacional del Rock de Roma y, en principio, se exhibe en unos importantes teatros de la capital (Olímpico, Savoia, Tendastrisce, por ejemplo), y luego, después de obtener un contracto con la RCA, serán en tour en toda Italia. En el 1981 es director y parte del grupo de escenógrafos y de encargados de vestuario de la obra lírica para niños “Imago”, con la música de Hindemith, Britten, Bussotti e Lucci, actuada en el teatro Parioli en Roma por la Academia Nacional de Santa Cecilia; y luego al teatro Olímpico en Roma, por la "Primavera Romana" de la Accademia Filarmonica de Roma.
Desde el 1982 hasta el 1984 es el productor artístico del grupo “La Stanza della Musica” (RCA y luego Philips/Polygram) del que es también uno de los miembros.
En 1987 funda la compañía discográfica Audio Records, que realiza doce discos de música clásica que obtienen muy buen éxito, y numerosos premios en el mundo entero. En concreto, el más famoso es el disco titulado L’Organo del ‘900  que gana el “Diapason d’Or”; ha sido grabado en la abadía de di S. Marie des Neiges all’Alpe d’Huez, con Livia Mazzanti tocando la música de Hindemit, Schoenberg, Messiaen y Scelsi tocando el célebre piano a forma de mano, dibujado por Jean Gillou.
En 1995 crea la compañía Café Voltaire, y al año siguiente, la EMI le encargó la producción artística de la colección de la “La Discoteca del Suono”, con la colaboración de Voltaire.
En 1998, junto con su pareja Giusi Cataldo, organizó una manifestación de tres días "Palermo Contro la Pena di Morte”, patrocinada por el ayuntamiento de Palermo y Amnesty International. Durante el evento presentó la versión teatral del radioteatro "Twelve Hungry Men" de Reginald Rose, de la que ha sido adaptada la película “La parola ai giurati” de Sidney Lumet, que es el mismo título con el que Giusi Cataldo presentó su montaje. A partir del 2009 es productor del grupo romano Sick for Milk, y en el mismo año la Liberty Records de Los Ángeles incluyó la canción “Salt Water” en una antología musical relativa a las nuevas tendencias del rock.

## Enseñanza
Desde el 1979 hasta el 1986 es profesor de Historia del Arte y Literatura Italiana en el instituto de arte “Donatello” en Roma.
De 1987 a 1989 es en tour en Italia con su “Scuola d’Ascolto” patrocinada por Audio Review ed E.S.B. 
Colabora muy a menudo con el I.E.D. (Istituto Europeo del Design)

## Otras actividades
En el 1974 y 1975 ha trabajado de obrero en la Empresa Miscellanea Farm , Fulham Rd, Londra; en el 1977 y 1978 ha sido asistente del artista y pintor Mario Schifano. En 1988 es el único miembro europeo del consejo de administración de la dell’Academy for Advancement of High End Audio & Video (AAHEA), que confiere el Oscar por la electrónica de entretenimiento y la discografía. En el 1998, se saca el máster C.E.D.I.A. Las Vegas, U.S.A., ISF (Image Science Foundation) New York, U.S.A., y los Máster de I y II nivel de la LucasFilm THX, San Francisco, U.S.A.
- Datos: Q2893404